# Wybory prezydenckie we Francji w 2022 roku
Wybory prezydenckie we Francji w 2022 – wybory na urząd prezydenta Francji w 2022; pierwsza tura wyborów odbyła się 10 kwietnia, druga tura wyborów odbyła się 24 kwietnia.
W pierwszej turze wyborów, która odbyła się 10 kwietnia, troje kandydatów zdobyło ponad 20% głosów: Emmanuel Macron (27,84%), Marine Le Pen (23,15%) i Jean-Luc Mélenchon (21,95%), z których dwoje pierwszych przeszło do drugiej tury wyborów.
W drugiej turze wyborów, która odbyła się 24 kwietnia, Emmanuel Macron zdobył 58,54% głosów, uzyskując tym samym reelekcję (Marine Le Pen otrzymała 41,46% głosów). Od czasu wyborów prezydenckich we Francji w 2002 (w których powtórne zwycięstwo odniósł Jacques Chirac), były to pierwsze wybory prezydenckie, w których urzędujący prezydent Francji uzyskał reelekcję.
Kadencja prezydenta Francji trwa 5 lat. Prezydent Francji jest z urzędu współksięciem Andory.

## Kandydaci
7 marca 2022 Rada Konstytucyjna opublikowała oficjalnie nazwiska dwunastu kandydatów. 

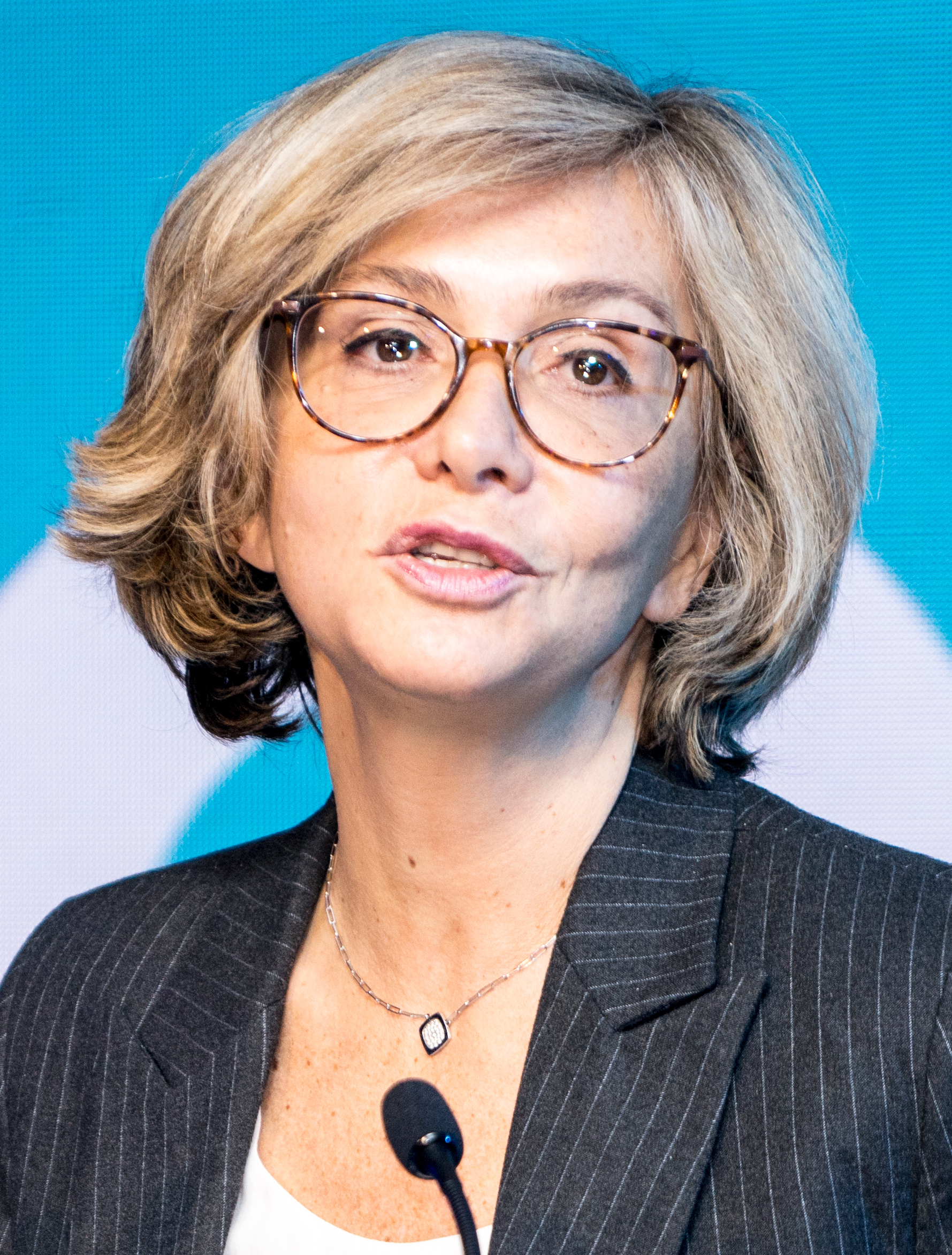
Valérie Pécresse Republikanie
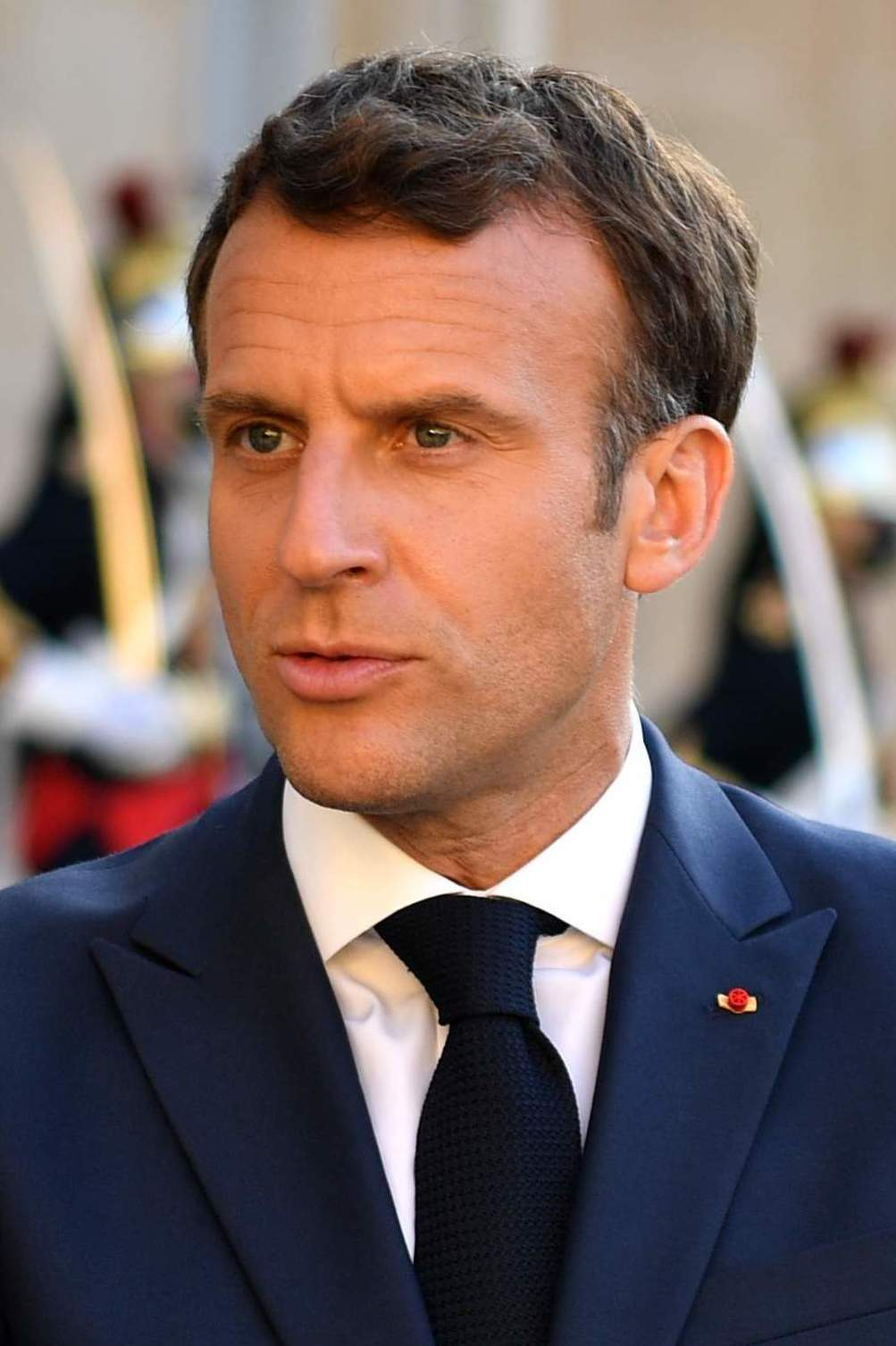
Emmanuel Macron La République en marche
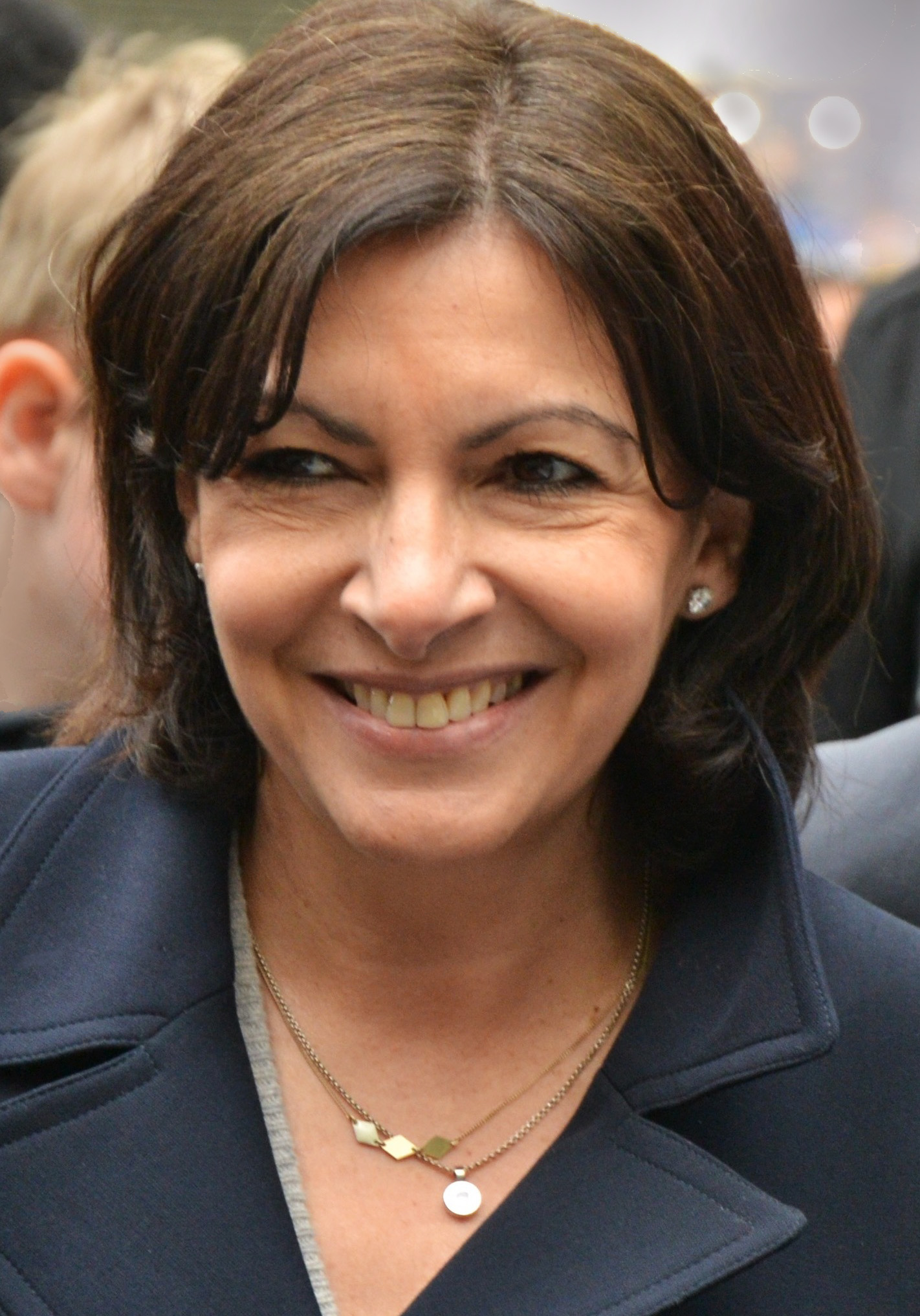
Anne Hidalgo Partia Socjalistyczna
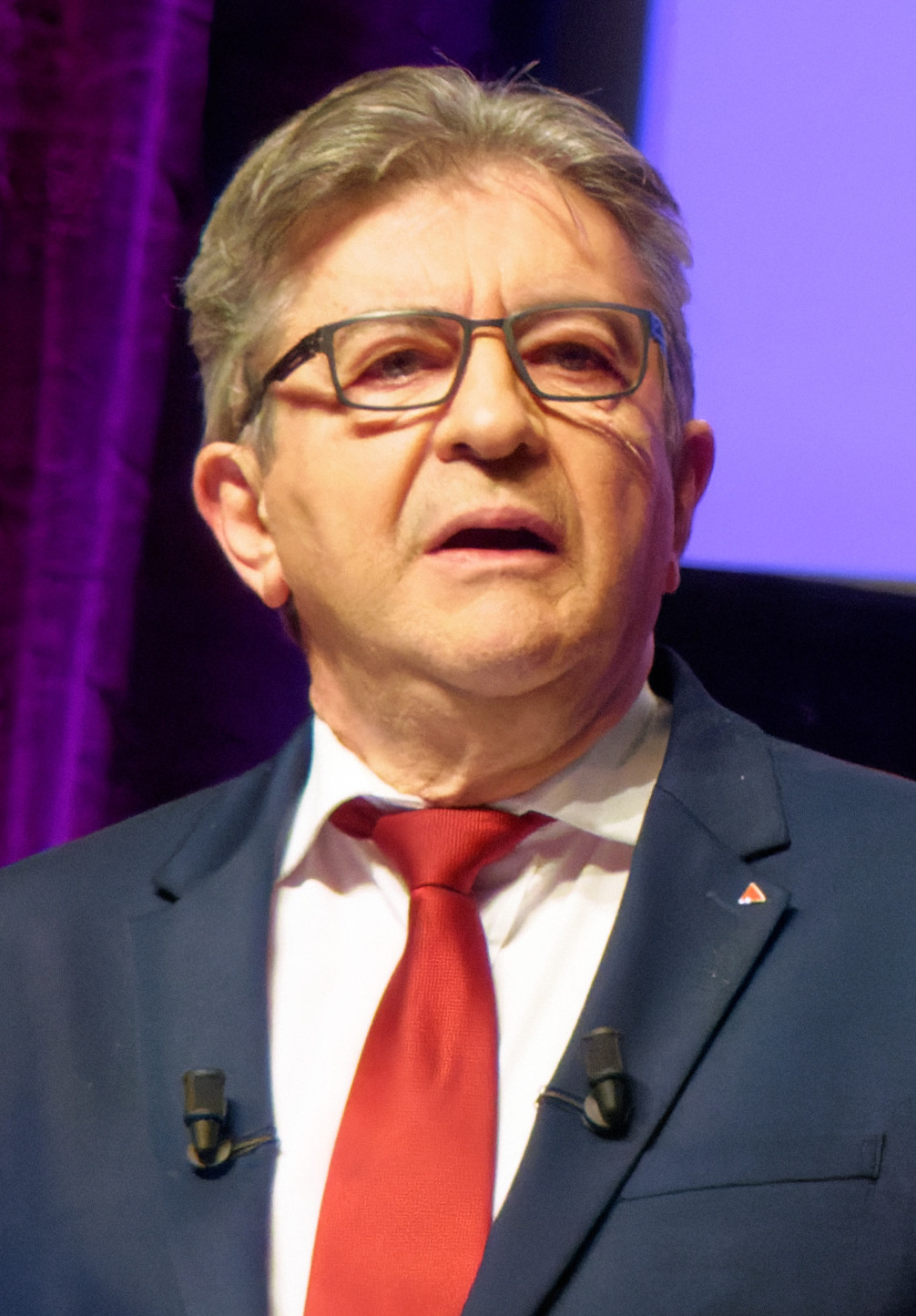
Jean-Luc Mélenchon La France insoumise
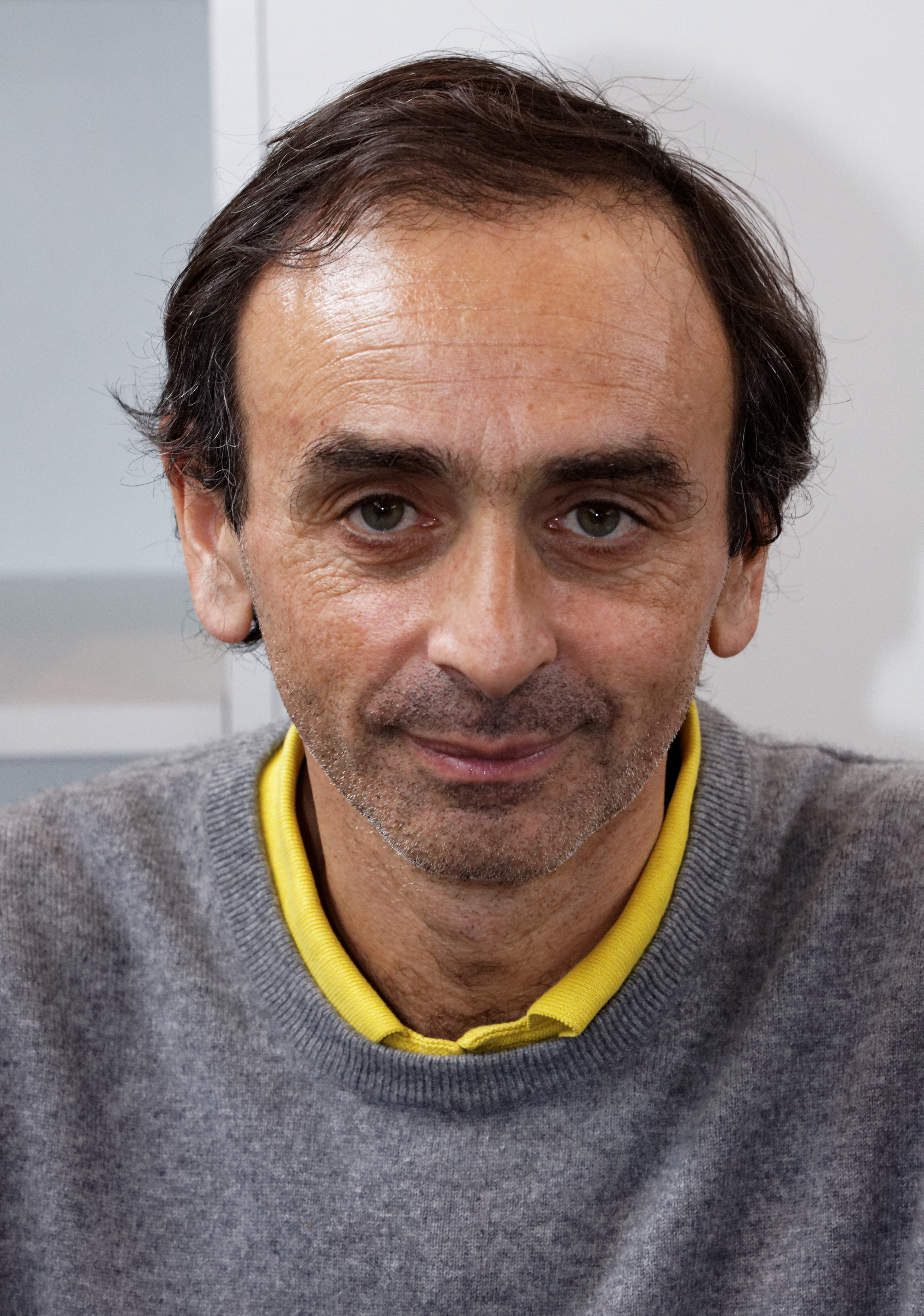
Éric Zemmour Reconquête
Yannick Jadot Europe Écologie-Les Verts
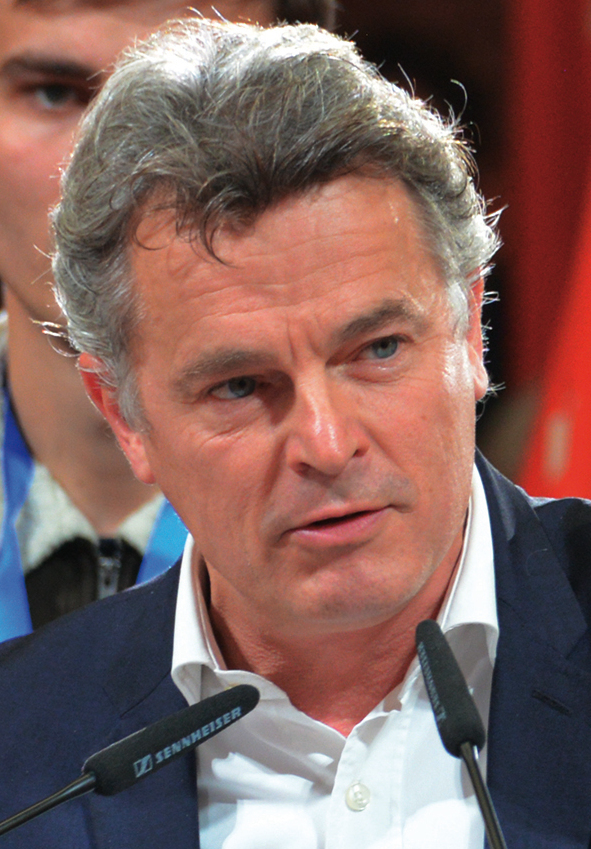
Fabien Roussel Francuska Partia Komunistyczna
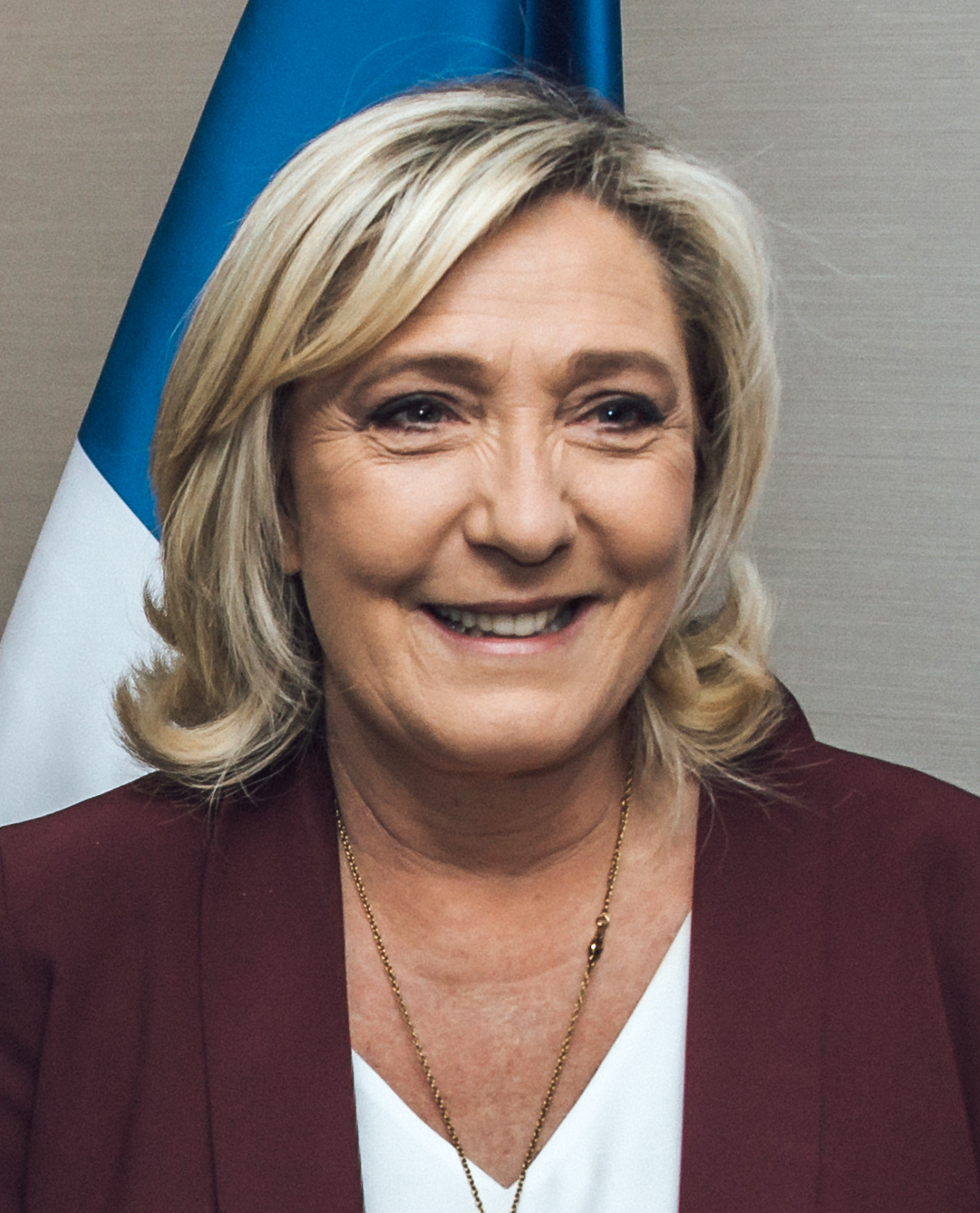
Marine Le Pen Zjednoczenie Narodowe
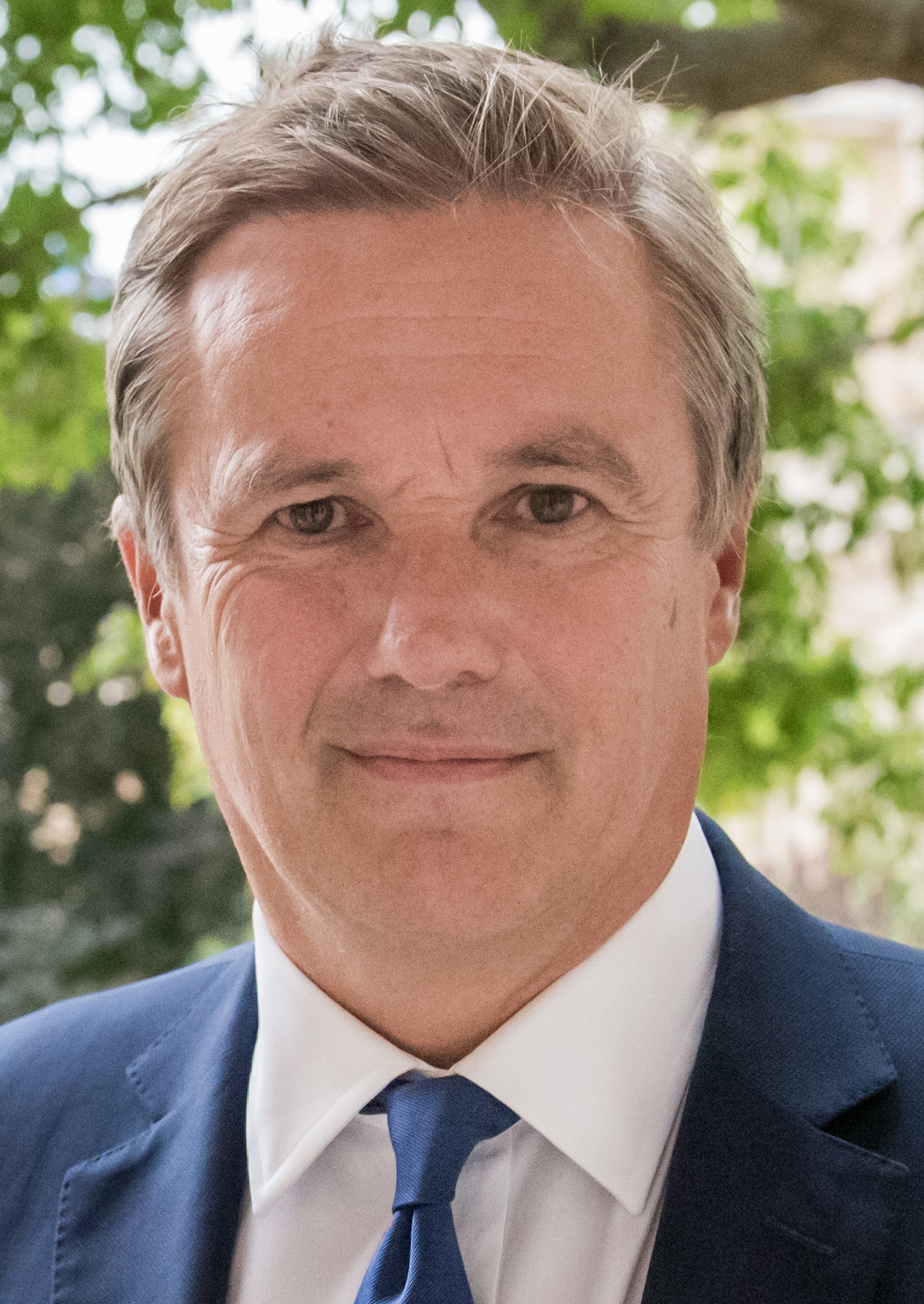
Nicolas Dupont-Aignan Powstań Republiko
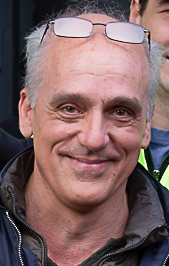
Philippe Poutou Nowa Partia Antykapitalistyczna
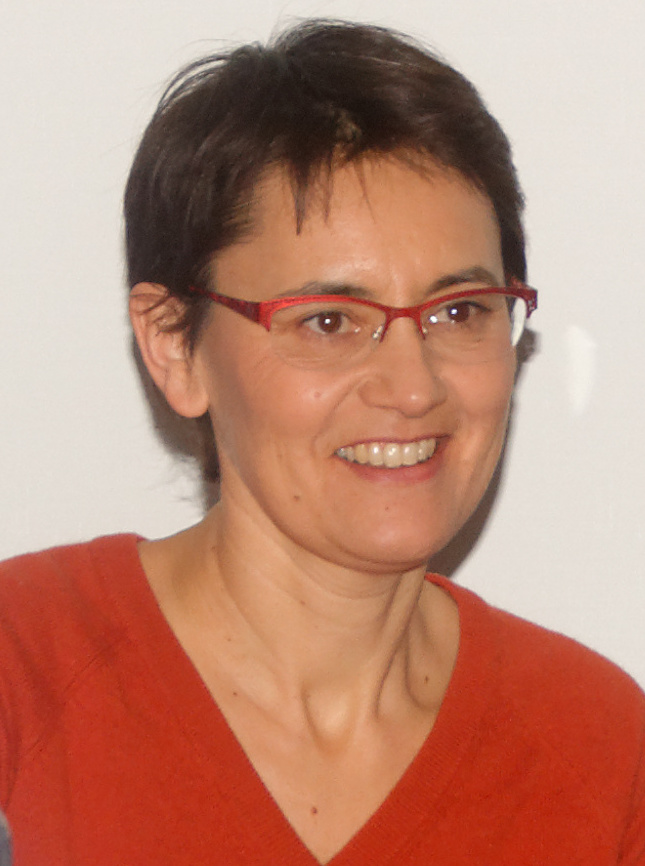
Nathalie Arthaud Walka Robotnicza
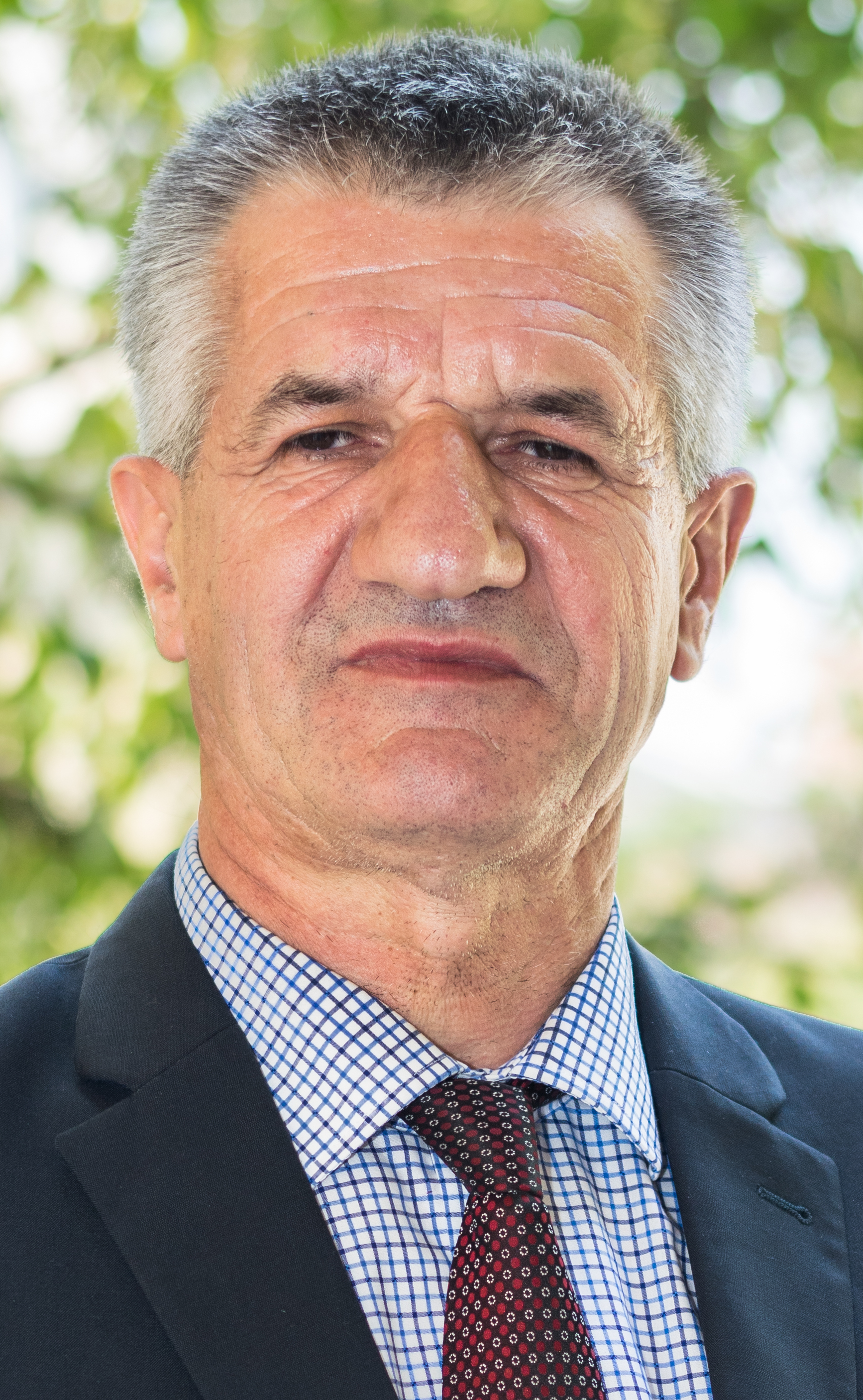
Jean Lassalle Résistons!

## Wyniki wyborów
| Emmanuel Macron       | LREM       | 9 785 578  | 27,84      | 18 779 641 | 58,54      |
| Marine Le Pen         | RN         | 8 136 369  | 23,15      | 13 297 760 | 41,46      |
| Jean-Luc Mélenchon    | FI         | 7 714 949  | 21,95      |            |            |
| Éric Zemmour          | R!         | 2 485 935  | 7,07       |            |            |
| Valérie Pécresse      | LR         | 1 679 470  | 4,78       |            |            |
| Yannick Jadot         | EÉLV       | 1 628 337  | 4,63       |            |            |
| Jean Lassalle         | RES        | 1 101 690  | 3,13       |            |            |
| Fabien Roussel        | PCF        | 802 615    | 2,28       |            |            |
| Nicolas Dupont-Aignan | DLF        | 725 356    | 2,06       |            |            |
| Anne Hidalgo          | PS         | 616 651    | 1,75       |            |            |
| Philippe Poutou       | NPA        | 268 984    | 0,77       |            |            |
| Nathalie Arthaud      | LO         | 197 184    | 0,56       |            |            |
| Razem                 | 35 923 779 | 35 923 779 | 35 923 779 | 32 077 401 | 32 077 401 |
| Frekwencja            | 73,69%     | 73,69%     | 73,69%     | 65,80%     | 65,80%     |
| Źródła: ewybory.eu    |            |            |            |            |            |